# Dénesfa, Győr-Moson-Sopron
Dénesfa este un sat în județul Győr-Moson-Sopron, Ungaria.

## Geografie
Dénesfa este o localitate situată în partea de nord-vest a Ungariei, orașul cel mai apropiat fiind Kapuvár. 

## Demografie
Componența etnică a satului Dénesfa
     Maghiari (95,89%)
     Germani (4,11%)
Componența confesională a satului Dénesfa
     Romano-catolici (78,7%)
     Fără religie (5,97%)
     Luterani (3,9%)
     Necunoscută (11,43%)
     Alte religii (1,04%)
Conform recensământului din 2011, satul Dénesfa avea 385 de locuitori. Din punct de vedere etnic, majoritatea locuitorilor (95,89%) erau maghiari, cu o minoritate de germani (4,11%).   Din punct de vedere confesional, majoritatea locuitorilor (78,7%) erau romano-catolici, existând și minorități de persoane fără religie (5,97%) și luterani (3,9%). Pentru 11,43% din locuitori nu este cunoscută apartenența confesională.

## Istorie
Așezarea este menționată pentru prima oară în 1402. sub numele Dienesfalva . Se consideră că numele Dénesfa a fost dat localității de către Béla al IV-lea al Ungariei în cinstea lui Dénes, urmașul unui Chiriacus Vezekényi. Acest Dénes fusese grav rănit în confruntarea cu oștirile lui Ottokar II. Přemysl, apărându-l pe regele Ungariei, și primise de aceea mai multe ținuturi ale lui Székás. În 1401 localitatea a fost devastată de o inundație. Și ulterior inundațiile au provocat satului mari stricăciuni. În 1406 ea se numea "Dienesfalue" ("falu" însemnând "sat"). În localitate se află monumente precum castelul Cziráky.
Prima stemă a localitâții este atestată documentar în anul 1782. 
Pe data de  20 octombrie 1920 regele Carol al IV-lea, ultimul rege al Ungariei, a plecat din Zürich și a aterizat cu avionul la Dénesfa, după un zbor care durase patru ore. El părăsise cu regina Zita Elveția din aeroportul Dübendorf. Sosirea în Ungaria avea ca scop readucerea sa pe tron, prin formarea unui guvern compus din susținătorii regelui. Acest plan a fost zădărnicit de către Miklós Horthy, care l-a trimis de aici pe Carol la Madeira. Avionul regelui a rămas în localitate, ca exponat de muzeu. Locul aterizării este astăzi dedicat comemorării ultimului rege al Ungariei.

Parcul Englez din Dénesfa